# Riachão do Bacamarte
Riachão do Bacamarte è un comune del Brasile nello Stato del Paraíba, parte della mesoregione dell'Agreste Paraibano e della microregione di Itabaiana.